# 안상수 (가수)
안상수(1962년 11월 10일~)는 대한민국의 포크 팝 발라드 음악 가수이고, 부산광역시에서 태어났다. 쌍둥이 형제로 이루어진 남성 2인조 듀오 보컬 그룹 《수와진》의 구성원이다(대표곡 노래 작품에는 《파초》, 데뷔작 노래 작품은 《새벽 아침》).
쌍둥이 동생은 안상진이다. 1995년에는 1집 《영원히 내게》를 내며 솔로 가수로 데뷔하였다.

## 음반

### 솔로 앨범
- 1집 영원히 내게
- 2집 친구에게

### 앨범
- 1집 수와진
- 2집 수와진 Vol.2
- 3집 수와진
- 4집 수와진
- 5집 다섯번째 이야기